# Mosquée Atik Ali Pacha
La mosquée Atik Ali Pacha (en turc : Gazi Atik Ali Paşa Camii) est un sanctuaire islamique situé dans le quartier de Molla Fenari du district de Fatih à Istanbul, en Turquie. 

## Histoire
La mosquée est édifiée à partir de 1496 sur l'ordre du grand vizir Bosnalı Hadım Atik Ali Paşa, sous le règne du sultan Bayezid II, ce qui en fait l'une des plus anciennes mosquées de la ville.
Fortement endommagée durant les tremblements de terre de 1648, de 1716 et de 1766, elle est chaque fois relevée.

## Architecture
La mosquée formait autrefois un complexe comprenant une madrasa (école coranique), un caravansérail et un imaret (soupe populaire). Typique de l'architecture ottomane, son plan s'articule autour d'une coupole centrale de 13,30 mètres de diamètre formant la partie centrale d'une salle de prière rectangulaire de 21,55 mètres sur 28,13 mètres. L'ensemble est flanqué d'un unique minaret. 